# Itapipoca Esporte Clube
El Itapipoca Esporte Clube es un club de fútbol de Itapipoca, Ceará, Brasil. Fue fundado en 20 de diciembre de 1993 y juega en el Campeonato Cearense de Segunda División.

## Entrenadores
- Neto Maradona (?-enero de 2017)[2]
- Everton Câmara (enero de 2017-?)[2]

## Desempeño en competiciones

### Campeonato Cearense
| Año  | Posición         |
| 1994 | 5º               |
| 1995 | 5º               |
| 1996 | 5º               |
| 1997 | 13º              |
| 1999 | 4º               |
| 2000 | 6º               |
| 2001 | 10º              |
| 2003 | 6º               |
| 2004 | 5º               |
| 2005 | 6º               |
| 2006 | 8º               |
| 2007 | 4º               |
| 2008 | 8°               |
| 2009 | 8°               |
| 2010 | 9°               |
| 2011 | 7°               |
| 2012 | 12°              |
| 2014 | 8°               |
| 2015 | 8°               |
| 2016 | 8°               |
| 2017 | 10º (descendido) |

### Campeonato Cearense de Serie B
| Año  | Posición        |
| 1998 | 2º              |
| 2002 | 1º              |
| 2013 | 1°              |
| 2018 | 9º (descendido) |
| 2020 | 3º              |
| 2018 | 9º (descendido) |
| 2021 | 8º              |
| 2022 | 8º              |
| 2023 | 5º              |
| 2024 | 3º              |

### Campeonato Cearense de Serie C
| Año  | Posición       |
| 2019 | 2º (ascendido) |

### Copa Fares Lopes
| Año  | Posición |
| 2010 | 4°       |
| 2017 | 10º      |

### Campeonato Brasileño de Serie C
| Año  | Posición |
| 2003 | 14°      |
| 2007 | 52°      |

## Palmarés
- Campeonato Cearense de Serie B: (2002, 2013)
- Subcampeón Campeonato Cearense de Serie B : (1998)